# 十六張
十六張，是臺灣新竹縣關西鎮的一個傳統地域名稱，位於該鎮中部。相較於今日行政區，其範圍大致為東光里西半部。

## 歷史
台灣清治末期至日治初期，十六張地區為一街庄，稱為「十六張庄」，隸屬於竹北二堡。該庄北隔鳳山溪支流四寮溪與三墩庄為界，東北與湖肚庄為鄰，東南與湳湖庄為鄰，南邊隔鳳山溪主流上游錦山溪與石門庄、老社藔庄為界，西隔鳳山溪與苧仔園庄、燥坑庄、上南片庄為界。
1901年（日治明治三十四年）11月，全台廢縣廳改設二十廳，該庄隸屬於新竹廳。1909年（明治四十二年）10月，合併二十廳為十二廳，該庄隸屬不變。1920年（大正九年），廢十二廳改設五州二廳，該庄改制為「十六張」大字，隸屬於新竹州中壢郡關西庄，大字下有「十六張」、「暗潭」小字名。1941年，關西庄升格為關西街。
戰後關西街改制為關西鎮，隸屬於新竹縣，大字亦改制為里。1950年桃、竹、苗分治，關西鎮隸屬不變。

## 交通
省道台3線俗稱「內山公路」，是台北至屏東的內陸縱貫幹道，大致以東北—西南走向轉縱向經過十六張地區西部，向東北可前往關西市區東側、龍潭、大溪、三峽等地，向南可前往橫山、下公館、北埔、峨眉等地。
縣道118號是舊港至羅浮的道路，也是鳳山溪流域的主要連絡道路，大致以U字型蜿蜒經過本地區，並與省道台3線在本地區西北部相交。由本道路西側向北經關西市區後轉西北可前往新埔、竹北、南寮並止於縣道122號路口，由東側向東北轉東南再轉東北可前往馬武督、羅浮並止於省道台7線路口。

## 學校
- 富光國中
- 東光國小